# Ntcheu
Ntcheu é um distrito do Malawi localizado na Região Central. Sua capital é a cidade de Ntcheu.